# Wilhelm Adolf Becker
Wilhelm Adolf Becker, auch Wilhelm Adolph Becker und latinisiert Guilielmus Adolphus Becker (* 1796 in Dresden; † 30. September 1846 in Meißen), war ein deutscher Klassischer Archäologe und Altertumswissenschaftler.
Becker studierte in Leipzig und wirkte seit 1822 als Konrektor an der Hauptschule in Zerbst, danach ab 1828 als Gymnasialprofessor an der Landesschule Meißen. Ab 1836 war er Professor an der Universität Leipzig, zunächst außerordentlicher Professor der klassischen Archäologie und ab 1842 ordentlicher Professor der Altertumskunde.
Sein Hauptwerk ist das Handbuch der römischen Alterthümer, das nach seinem Tod von Joachim Marquardt fortgesetzt wurde. Ebenfalls in mehreren Ausgaben und Bearbeitungen erschienen Gallus oder römische Scenen aus der Zeit Augusts zur Erläuterung der wesentlichsten Gegenstände aus dem häuslichen Leben der Römer (zuerst 1838) und Charikles. Bilder altgriechischer Sitte (zuerst 1840), in denen Becker in der Form eines historischen Romans mit zahlreichen gelehrten Anmerkungen Informationen über das Leben im antiken Rom und Griechenland zu vermitteln suchte.
Im Dezember 1844 wurde er zum korrespondierenden Mitglied der Russischen Akademie der Wissenschaften gewählt. Im Gründungsjahr 1846 der Königlich Sächsischen Gesellschaft der Wissenschaften wurde er als ordentliches Mitglied in diese aufgenommen.